# Aymardus
Aymardus (* vor 942; † 965) war Cluniazensermönch und seit 942 der dritte Abt von Cluny.
In seiner Zeit als Abt wurde Cluny eine weltliche Macht und das Zentrum eines monastischen Imperiums, obwohl er ein vorsichtiger Mann war. Er wurde vom heiligen Odo von Cluny zu dessen Nachfolger ausersehen mit der Absicht, dem Wachstum des Ordens eine Pause zur Konsolidierung zu geben.
Er wird als Seliger verehrt, sein Gedenktag ist der 5. Oktober.

## Quelle
- Jean Favier: Dictionnaire de la France médiévale. Fayard, Paris 1993, ISBN 2-213-03139-8.